# L'artista del vidre
L'artista del vidre (urdú:  شیشہ گر Sheesha Gar; difosa en anglès com a The Glassworker) és una pel·lícula antibèl·lica de drama romàntic d'animació pakistanesa del 2024 produïda per Mano Animation Studios. La pel·lícula està dirigida per Usman Riaz (en el seu debut com a director) amb un guió de Moya O'Shea a partir d'una història d'O'Shea i Riaz. La pel·lícula està produïda per Khizer Riaz i Manuel Cristóbal. Amb influència d'anime, és el primer llargmetratge d'animació dibuixada a mà del Pakistan. S'ha subtitulat al català.
La pel·lícula es va estrenar al Festival Internacional de Cinema d'Animació d'Annecy el 10 de juny de 2024 i es va estrenar als cinemes del Pakistan el 26 de juliol de 2024.

## Argument
Vincent Oliver, fill del mestre vidrier Tomas Oliver, viu a la ciutat costanera de Waterfront, coneguda pel seu sòl fèrtil i la seva sorra rica en silici. La ciutat es converteix en un camp de batalla entre dues nacions. Els jinns, esperits del foc, tenen un paper important a la història.
Ja d'adult, Vincent es prepara per a la seva primera exposició de vidre i troba una carta de la seva amiga de la infància, Alliz Amano, a qui estimava. La carta relata el seu passat: en Vincent, educat a casa i format en vidre pel seu pare pacifista, coneix Alliz, la filla del coronel Amano. Alliz aspira a ser violinista i, malgrat la desaprovació de Tomas, Vincent i Alliz s'apropen.
Esclata la guerra i els locals, inclòs el rival de Vincent, Malik, s'uneixen a l'exèrcit. Tomas es veu obligat a fabricar rectificadors de vidre avançats per a l'exèrcit. A mesura que la guerra augmenta, Malik confessa el seu amor per Alliz, creant tensió entre ella i Vincent. Durant un bombardeig, Vincent i Alliz discuteixen, provocant la seva separació.
El pare d'Alliz desapareix en acció, la qual cosa la va portar a trobar consol en la música i escriure la seva pròpia peça. Ella convida en Vincent a la seva actuació, però se li prohibeix l'entrada i mira des del terrat. Veient que els soldats s'acosten a la universitat, Vincent marxa per enfrontar-se a ells. A dins, Malik torna amb el ferit coronel Amano, guanyant-se l'agraïment d'Alliz i un petó, frl que Vincent és testimoni.
Devastat, Vincent saboteja els rectificadors per aturar la guerra però ho lamenta. Durant un bombardeig, les accions de Vincent, sense voler, fan que en Tomas perdi el braç. El destí de l'Alliz i la seva família segueix sent desconegut, ja que es veuen atrapats en un bombardeig mentre marxaven en tren.
En el present, Vincent acaba de llegir la carta d'Alliz, on ella li professa el seu amor. A la seva exposició de vidre, Vincent es distreu amb una flama blava, un motiu recurrent. De tornada al taller, intenta cremar la carta, però les flames blaves la transformen en una visió d'Alliz. La pel·lícula acaba amb Vincent i Alliz reunits a la platja, les mans unides per una flama blava.

## Repartiment
| Personatge       | Actor de veu        | Actor de veu     |
| Personatge       | Urdú                | Anglès           |
| ---------------- | ------------------- | ---------------- |
| Tomàs Oliver     | Khaled Anam         | Art Malik        |
| Vicent Oliver    | Mooroo              | Sacha Dhawan     |
| Alliz Amano      | Mariam Riaz Paracha | Anjli Mohindra   |
| Coronel Amano    | Ameed Riaz          | Tony Jayawardena |
| Vicent jove      | Mahum Moazzam       | Teresa Gallagher |
| Nadia Amano      | Faiza Kazi          | Mina Anwar       |
| Malik Khan       | Dino Ali            | Sham Ali         |
| Penni            | Aysha Sheikh        | Maya Saroya      |
| Principal Bhatti | Usman Riaz          | Nila Àlia        |
| Professor Ansari | Khalifa Sajeeruddin | Àlex Jordan      |
| Senyora Popolzai | Aysha Sheikh        | Bex Wood         |

## Producció
L'artista del vidre va ser dirigit per Usman Riaz, en el seu debut com a director, i produït per Mano Animation Studios Geoffrey Wexler, que va treballar per a Studio Ghibli, va ajudar a la producció de la pel·lícula. Va ser editat per José Manuel Jiménez i la seva partitura composta per Carmine Di Florio.
L'estil artístic de L'artista del vidre es basava en obres d'art del renaixement flamenc.

## Llançament
La pel·lícula es va estrenar a tot el món al Festival Internacional de Cinema d'Animació d'Annecy el 10 de juny de 2024 i després es va estrenar als cinemes del Pakistan el 26 de juliol de 2024, distribuït per Geo Films i Mandviwalla Entertainment. També es va projectar a la temporada d'animació d'Hiroshima 2024 el 17 d'agost de 2024 i va competir a la competició de llargmetratges. La pel·lícula es va estrenar al Canadà al Toronto Reel Asian Film Festival.

## Recepció
L'artista del vidre va guanyar 10 milions de rupies pakistaneses en el seu primer cap de setmana al Pakistan.
Mohammad Kamran Jawaid de Dawn va elogiar l'animació, la història i el missatge contra la guerra de la pel·lícula. A més, va escriure: " The Glassworker d'Usman Riaz és una pel·lícula visualment impressionant però temàticament pesada sobre l'amor i les relacions que tria la realitat per sobre de la fantasia". Alizee Ali Khan, d'Aaj News, va elogiar la pel·lícula, afirmant que "la història tracta sobre la vida de dos personatges, Vincent Oliver i Alliz Amano, que estan inextricablement lligats entre ells mentre el remolí d'una guerra que s'acosta els engoleix. 'The Glassworker' tracta els temes de la vida i l'amor amb delicadesa i sense perdre la seva imatge magnífica i delicada i una història ben escrita.”
Ricardo Gallegos de La Estatuilla va escriure: "En general, l'animació compleix el que promet, però a nivell de personatge no sempre està del tot polida, ja que no hi ha fluïdesa i definició en determinats moviments. Aquestes imperfeccions també apareixen en el departament de doblatge, ja que alguns membres del repartiment són massa monòtons en la seva interpretació i per tant no transmeten l'emoció dels seus personatges, especialment durant l'escena clau".

### Reconeixements
| Premi                                                | Data de cerimònia    | Categoria                       | Receptor(s)         | Resultat | Ref.   |
| ---------------------------------------------------- | -------------------- | ------------------------------- | ------------------- | -------- | ------ |
| Festival Internacional de Cinema d'Animació d'Annecy | 15 de juny de 2024   | Gran Premi de Contrechamp       | L'artista del vidre | Nominat  | [ 19 ] |
| Festival de Cinema de Sitges                         | 13 d'octubre de 2024 | Millor llargmetratge d'animació | L'artista del vidre | Nominat  | [ 20 ] |